# جاستن كيلي
جاستن كيلي هو لاعب هوكي الجليد كندي، ولد في 17 مارس 1981 في أبوتسفورد في كندا.

## وصلات خارجية
- جاستن كيلي على موقع دوري الهوكي الوطني (الإنجليزية)
- جاستن كيلي على موقع EliteProspects.com (الإنجليزية)
- جاستن كيلي على موقع Eurohockey.com (الإنجليزية)
- جاستن كيلي على موقع HockeyDB.com (الإنجليزية)